# Bettina Ratschew

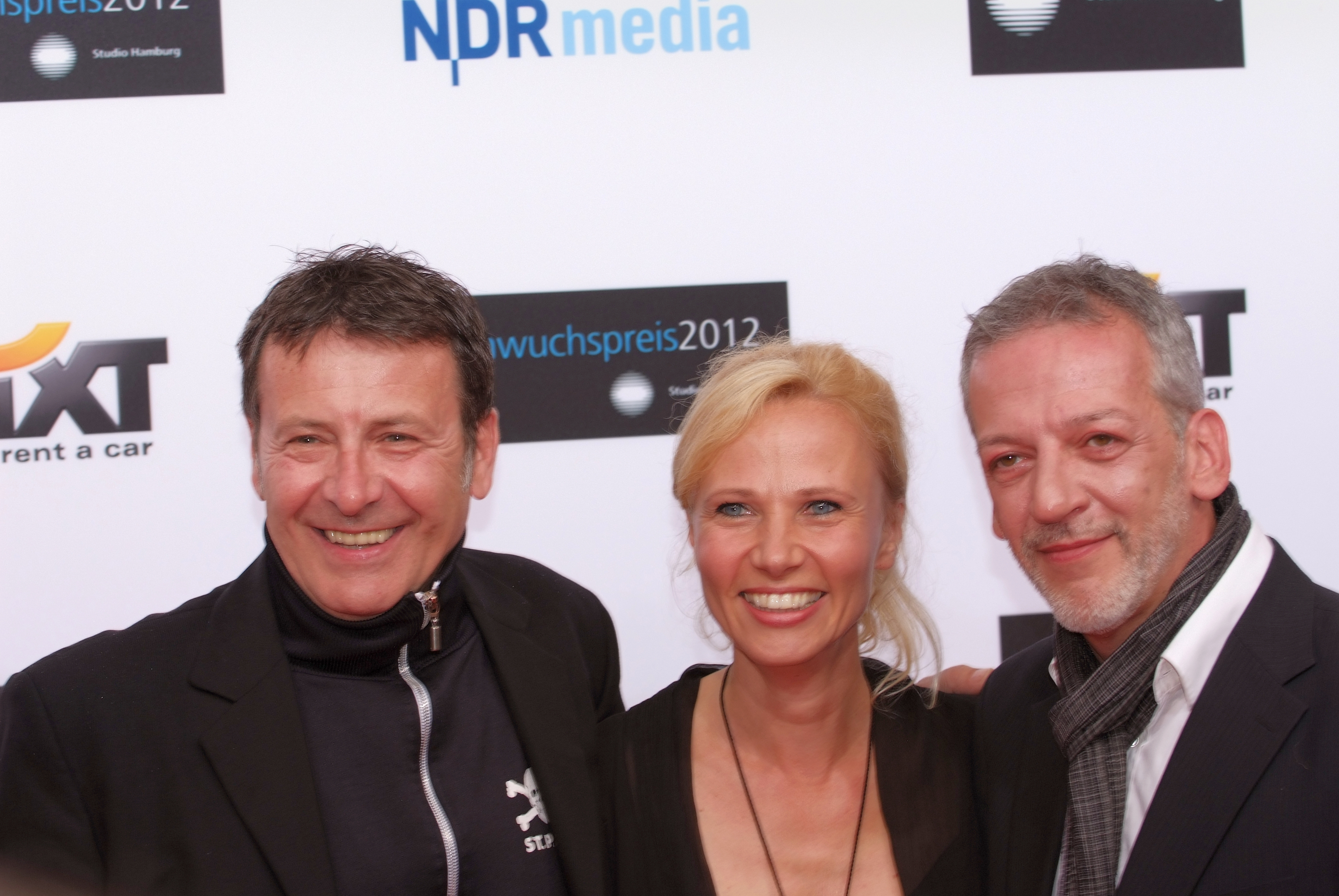
Bettina Ratschew mit ihren Rote Rosen-Kollegen Hermann Toelcke (links) und Stefan Hossfeld, 2012

Bettina Ratschew (* 1972 in Wien) ist eine österreichische Theater-, Film- und Fernsehschauspielerin.

## Leben
Ratschew absolvierte ihre Ausbildung unter anderem am Studio Theater an der Wien und bei Susan Batson (Method Acting). Sie wirkte in Inszenierungen von Evita sowie der Dreigroschenoper mit. Im Fernsehen war sie unter anderem in Serien wie Balko und Schloss Einstein zu sehen. Bekannt wurde sie durch ihre Rolle als Esther Hanstedt in der ARD-Telenovela Rote Rosen, die sie von 2008 (Folge 335) bis 2010 (Folge 797) spielte. 2014 (Folge 1820–1858) war sie erneut in Rote Rosen zu sehen.

## Filmografie (Auswahl)
- 1992: Der Diamant des Geisterkönigs (Fernsehfilm)
- 1996: Spiel des Lebens (Fernsehserie)
- 2004: Schloss Einstein (Fernsehserie, zwei Folgen)
- 2006: Die Geschichte Mitteldeutschlands – Ehe zu dritt – Die Frauen des Grafen von Gleichen (Fernsehserie)
- 2009: Marisol (Kurzfilm)
- 2008–2014: Rote Rosen (Fernsehserie)
- 2015–2021: Gute Zeiten, schlechte Zeiten (Fernsehserie, sieben Folgen, verschiedene Rollen)
- 2016: Zwangsräumung (Kurzfilm)
- 2019: Apollo & Artemisia (Kurzfilm)
- 2020: Tatort: Unten (Fernsehreihe)
- 2021: Ferdinand von Schirach – Glauben (Mini-Serie)
- 2021: UP UP (Fernsehserie)
- 2021: Landkrimi – Flammenmädchen (Fernsehreihe)
- 2024: SOKO Linz – Unter Schock (Fernsehserie)
- 2024: Dr. Nice: Gebrochene Herzen, Herzflattern (Fernsehreihe)